# Наріжна Ірина Лаврівна
Наріжна Ірина Львівна (7 березня 1902, м. Кобеляки, нині Полтавська область — 7 листопада 1978, м. Сідней, Австралія) — українська письменниця, дружина Семена Наріжного.

## Біографія
Народилася 7 березня 1903 року у Кобеляках на Полтавщині. Навчалась 1910–19 у Кобеляцькій гімназії, потім — у Полтавському ІНО. Друкувалася у газеті «Напередодні», журналах «Дажбог», «Вогні». 1922 року емігрувала до Чехо-Словаччини, де закін. філософський фкультет Празького університету (1926). Належала до Празької поетичної школи. Крім поезій писала ліричні поеми, фантастичні оповідання у віршах і дитячі твори, зокрема «Чи й до тебе, мій миленький, місяць в хату заглядав?» (1934), «І цареві треба вміти на хліб заробляти» (1941), «Як зла цариця предоброю стала», «Казка про князенків і крилатого коня» (обидва — 1942). Друкувалася в часописах «Світ дитини», «Дзвіночок», «Веселка», «Пробоєм». Окремими виданнями вийшли збірки віршів «Настрої» (Прага, 1936), в якій переважали мотиви ностальгії, самотності, замилування природою, та книга для дітей «Як Панас на узліссі кізку пас» (Гайденав, 1946).
Від 1951 р. мешкала в Австралії, публікувалася в діаспорній періодиці (альманах «Новий обрій», ж. «Нові дні» тощо), допомагала чоловікові у науковій і громадській праці.

## Творчість
Автор збірки віршів «Настрої» (Прага, 1936), творів для дітей.
Окремі видання:
- Наріжна І. Настрої. Прага: Дніпрові пороги, б. р. 45 с.
- Наріжна І. Як Панас на узліссі кізку пас. Гайденав: Заграва, 1946.

## Твори (ел. версія)
- Ірина Наріжна. Як Панас на узліссі кізку пас (дитяча поезія): https://chtyvo.org.ua/authors/Narizhna_Iryna/